# Homoroade
Homoroade (Középhomoród en hongrois, Hamroth en allemand) est une commune roumaine du județ de Satu Mare, dans la région historique de Transylvanie et dans la région de développement du Nord-ouest.

## Géographie
La commune de Homoroade est située dans le sud-est du județ, dans les collines de Crasna et de Codru, à 32 km au sud-est de Satu Mare, le chef-lieu du județ.
La municipalité est composée des six villages suivants (population en 2002) :
- Chilia (280) ;
- Homorodu de Jos (366) ;
- Homorodu de Mijloc (476), siège de la commune ;
- Homorodu de Sus (305) ;
- Necopoi (255) ;
- Solduba (348).

## Histoire
La première mention écrite des villages de Homorodu de Jos et Homorodu de Sus date de 1273, celle de Homorodu de Mijloc de 1394. Le village de Chilia est signalé en 1370, il appartenait à cette date au monastère de Satu Mare.
La commune, qui appartenait au royaume de Hongrie, faisait partie de la principauté de Transylvanie et elle en a donc suivi l'histoire. Durant le Moyen Âge, les villages ont appartenu à la famille Drágfi avant d'être cédés au XVIIIe siècle à la famille Károlyi qui favorisa l'installation de colons allemands.
Après le compromis de 1867 entre Autrichiens et Hongrois de l'empire d'Autriche, la principauté de Transylvanie disparaît et, en 1876, le royaume de Hongrie est partagé en comitats. Homoroade intègre le comitat de Szatmár (Szatmár vármegye).
À la fin de la Première Guerre mondiale, l'Empire austro-hongrois disparaît et la commune rejoint la Grande Roumanie au traité de Trianon.
En 1940, à la suite du deuxième arbitrage de Vienne, elle est annexée par la Hongrie jusqu'en 1944, période durant laquelle sa communauté juive est exterminée par les nazis. À la fin de la guerre, de nombreux habitants d'origine allemande sont expulsés vers l'Allemagne ou déportés en URSS. La commune réintègre la Roumanie après la Seconde Guerre mondiale au traité de Paris en 1947.

## Politique
Le conseil municipal de Homoroade compte 11 sièges de conseillers municipaux. À l'issue des élections municipales de juin 2008, Simion Ardelean (PD-L) a été élu maire de la commune.
| Parti                             | Nombre de conseillers |
| --------------------------------- | --------------------- |
| Parti démocrate-libéral (PD-L)    | 4                     |
| Parti social-démocrate (PSD)      | 3                     |
| Parti national libéral (PNL)      | 2                     |
| Parti conservateur                | 1                     |
| Parti de la Grande Roumanie (PRM) | 1                     |

## Religions
En 2002, la composition religieuse de la commune était la suivante :
- Chrétiens orthodoxes, 85,61 % ;
- Pentecôtistes, 6,79 % ;
- Catholiques romains, 3,69 % ;
- Grecs-Catholiques, 2,21 % ;
- Réformés, 1,13 %.

## Démographie
La commune a subi un très important exode rural depuis les années 1960 et elle a ainsi perdu plus de la moitié de sa population.
En 1910, à l'époque austro-hongroise, la commune comptait 2 571 Roumains (69,52 %), 810 Allemands (21,90 %) et 287 Hongrois (7,76 %),.
En 1930, on dénombrait 3 229 Roumains (76,70 %), 777 Allemands (18,46 %), 101 Juifs (2,40 %), 54 Hongrois (1,28 %) et 46 Tsiganes (1,09 %).
En 1956, après la Seconde Guerre mondiale, 4 029 Roumains (89,93 %) côtoyaient 366 Allemands (8,17 %) et 72 Hongrois (1,61 %).
En 2002, la commune comptait 1 966 Roumains (96,84 %), 35 Hongrois (1,72 %) et 28 Allemands (1,37 %). On comptait à cette date 1 050 ménages et 1 098 logements.
| 1880  | 1890  | 1900  | 1910  | 1920  | 1930  | 1941  | 1956  | 1966  |
| ----- | ----- | ----- | ----- | ----- | ----- | ----- | ----- | ----- |
| 2 898 | 3 141 | 3 362 | 3 698 | 3 736 | 4 210 | 4 340 | 4 480 | 4 005 |

| 1977  | 1992  | 2002  | 2007  | - | - | - | - | - |
| ----- | ----- | ----- | ----- | - | - | - | - | - |
| 3 666 | 2 613 | 2 030 | 1 766 | - | - | - | - | - |

## Économie
L'économie de la commune repose sur l'agriculture (céréales, vergers, vignes), l'élevage et l'exploitation des nombreuses forêts.

## Communications

### Routes
Homoroade est située sur la route régionale DJ193C qui la relie avec Viile Satu Mare au nord et Socond au sud-ouest. La DJ195 se dirige vers le nord-est et la vallée du Someș.

## Lieux et monuments
- Chilia, église orthodoxe de 1706[11].
- Chilia, musée ethnographique (Gospodăria codreanească Chilia) installé dans une ancienne maison paysanne, dépendant du Musée de Satu Mare[12].
- Homodoru de Jos, église orthodoxe de 1808[11].
- Homodoru de Mijloc, église orthodoxe des Sts Archanges datant de 1910[11].
- Homodoru de Sus, église orthodoxe des Sts Archanges datant de 1885[11].
- Necopoi, église orthodoxe St Jean Baptiste datant de 1867[11].
- Solduba, lac Oțeboaia.
- Solduba, festival de Folklore et de Traditions Populaires qui se déroule au mois d'août[13].